# Dourgne
Dourgne (okzitanisch: Dornha) ist eine französische Gemeinde mit 1.310 Einwohnern (Stand: 1. Januar 2022) im Département Tarn in der Region Okzitanien. Sie gehört zum Arrondissement Castres und zum Kanton La Montagne noire (bis 2015: Kanton Dourgne). Die Einwohner werden Dourgnols genannt.

## Geographie
Dourgne liegt etwa 16 Kilometer südsüdwestlich von Castres. Umgeben wird Dourgne von den Nachbargemeinden Saint-Avit im Norden, Verdalle im Osten und Nordosten, Massaguel im Osten, Arfons im Süden und Südosten, Saint-Amancet im Westen und Südwesten sowie Lagardiolle im Westen und Nordwesten.
Die Gemeinde liegt an der Via Tolosana, einer der vier historischen „Wege der Jakobspilger in Frankreich“.

## Geschichte
Dourgne ist eng mit der Geschichte seines Schutzheiligen St. Stapin verbunden, der im ausgehenden 7. Jahrhundert oberhalb der Stadt als Eremit gelebt haben soll.
Erstmals wurde um das Jahr ein 1000 ein Gausbert als Herr von Dourgne bezeichnet, ernannt durch den Herrn von Albi. In den Religionskriegen des 16. Jahrhunderts blieb Dourgne katholisch.
Dourgne ist bekannt für seine beiden Benediktinerklöster, die Abtei En-Calcat und die Abtei Sainte-Scholastique, die beide 1890 gegründet wurden.
Liste der Bürgermeister von Dourgne

## Bevölkerungsentwicklung
| Jahr                      | 1962 | 1968 | 1975 | 1982 | 1990 | 1999 | 2006 | 2012 |
| Einwohner                 | 1409 | 1299 | 1250 | 1233 | 1211 | 1186 | 1258 | 1310 |
| Quelle: Cassini und INSEE |      |      |      |      |      |      |      |      |

## Sehenswürdigkeiten
- Reste der von Simon de Montfort zerstörten Burganlage Castellas
- zwei 1890 gegründete Benediktinerklöster: Abtei En-Calcat und Abtei Sainte-Scholastique

## Persönlichkeiten
- Jean-Antoine Gleizes (1773–1843), Schriftsteller und Philosoph
- Romain Banquet (1840–1929), geboren in Dourgne, Gründer und erster Abt der Benediktinerabtei En-Calcat
- Marie Cronier (1857–1937), Gründerin und erste Äbtissin der Benediktinerinnenabtei Sainte-Scholastique
- Jean-Marie Charles Abrial (1879–1962), Vizeadmiral

## Belege
1. ↑  L’abbaye Saint-Benoît d’En Calcat: Un bref historique. Des origines à nos jours, abgerufen am 30. Januar 2021.
2. ↑  Abbaye Sainte-Scholastique à Dourgne, abgerufen am 30. Januar 2021.